# Monschauer Heckenland
Als Kulturlandschaft Monschauer Heckenland werden die Eifelhöhen und Dörfer um Monschau in der Städteregion Aachen auf einer Fläche von 94 km² ausgewiesen, in denen sich historische Heckenkonstruktionen aus dem 17. Jahrhundert in großer Zahl erhalten haben. Dabei handelt es sich einerseits um individuell geformte Rotbuchen-Hausschutzhecken und andererseits um Flurhecken auf freiem Feld zur Einfriedung von Äckern, um das Vieh fernzuhalten.
Das Paradebeispiel für ein Monschauer "Heckendorf" ist Höfen, das zweifach im Rahmen des Wettbewerbs Unser Dorf soll schöner werden ausgezeichnet wurde; auch Konzen, Kalterherberg, Mützenich, Rohren und Imgenbroich zählen dazu. Einbezogen in das Gebiet werden auch Teile der Gemeinden Simmerath – beispielsweise die Ortsteile Eicherscheid und Kesternich – sowie Roetgen.

## Rotbuchen-Hausschutzhecken

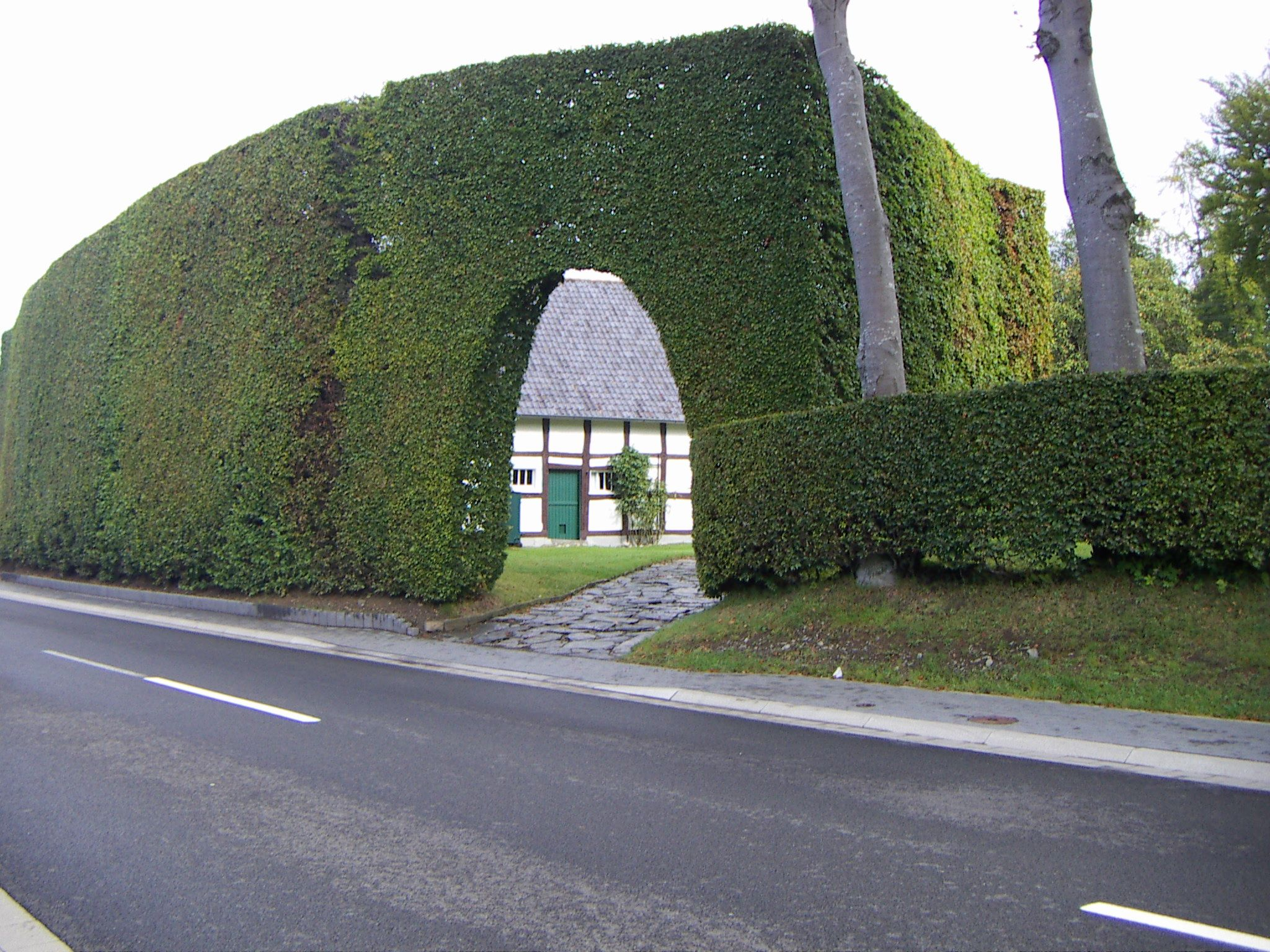
Typische Buchenhecke in Höfen

Die baumlosen Eifelhochflächen (um 500 m) östlich des Hohen Venns im Grenzland zu Belgien sind starken – im Winter eiskalten – Westwinden ausgesetzt; in Kalterherberg ist dieser Befund auch im Ortsnamen reflektiert. Die Anlage von schützenden Hecken aus Rotbuche im Monschauer Land ist seit Ende des 17. Jahrhunderts belegt. Sie wachsen ca. 0,7 bis 1 m dick und 6 bis 10 m hoch und ragen damit teilweise über die Häuser; ihre Länge kann über 40 m betragen. Stabilität erreicht die Hecke durch eine sorgfältige Durchflechtungstechnik und regelmäßigen Beschnitt.
Die Hecken behalten das verdorrte Laub aus dem Vorjahr bis ins nächste Frühjahr hinein und sind somit den gesamten Winter über windschutztauglich; im Sommer hingegen spenden sie Schatten und haben einen kühlenden Effekt. Öffnungen in Form von Torbögen bilden Hauszugänge, manche Hecken weisen auch "Fensteröffnungen" auf; es gibt somit eine ausgeprägte Formenvielfalt unter den rd. 1000 Exemplaren.
Im 21. Jahrhundert haben die historischen Hecken auch eine ästhetische Bedeutung, und an zeitgenössischen Häusern gibt es zahlreiche Nachbildungen. Jährlich werden im Oktober von einer Bewertungskommission der Städteregion Aachen die kreativsten Heckengärtner der Gemeinden Monschau, Simmerath und Roetgen prämiert.

## Flurhecken

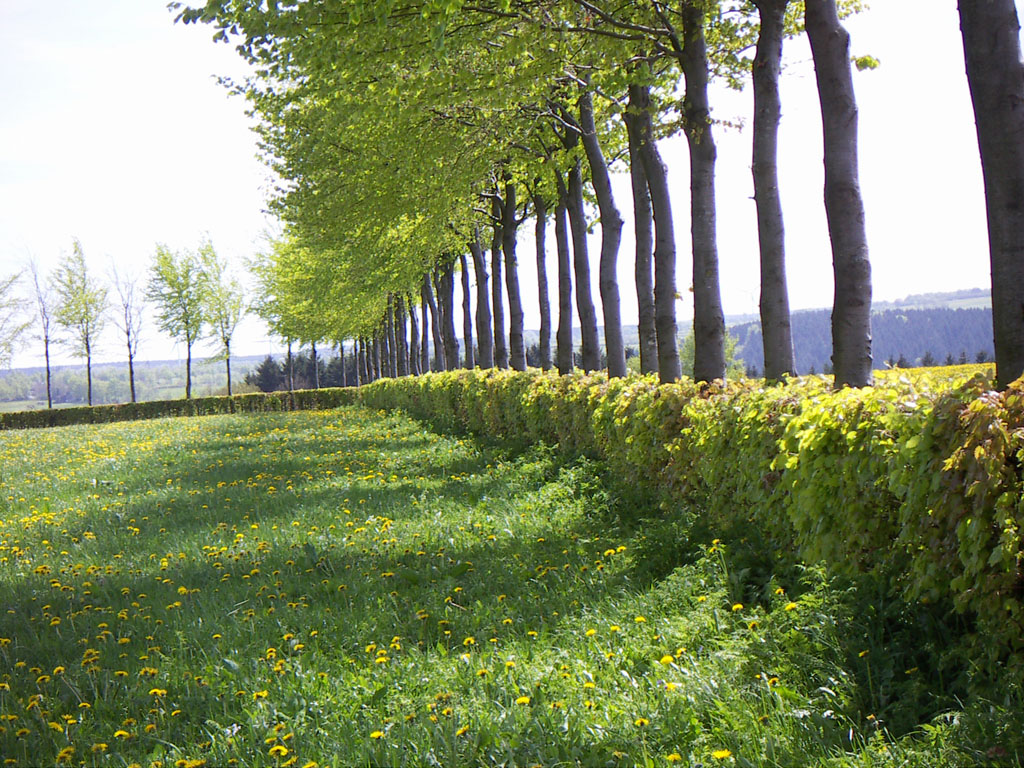
Typische Feldbegrenzung durch Rotbuchenhecken (Fagus sylvatica) in der Nordeifel. In regelmäßigen Abständen werden Stämme stehen gelassen.

Flurhecken statt Zäunen oder Stacheldraht zum Schutz der Felder vor Schäden durch benachbartes Weidevieh sind im gesamten Monschauer Land verbreitet. Sie sind hier typischerweise aus Rotbuchen angelegt.
In regelmäßigen Abständen werden einzelne Triebe stehengelassen, die zu stattlichen Bäumen heranwachsen. 
Sie dienen zusätzlich zu ihrer Einzäunungsfunktion als Windschutz; durch Abbremsung der Windgeschwindigkeit wird die Bodenerosion gemindert und das Feld vor Austrocknung geschützt. Die Hecken bieten zudem Lebensräume für Nagetiere und Raststätten für Zugvögel. Das Holz der Durchwachserbäume wird heute verstärkt wieder zur Brennholzgewinnung genutzt.

## Tourismus
Der Eifelverein hat zusammen mit dem Deutsch-Belgischen Naturpark und der Stadt Monschau das Faltblatt "Das Monschauer Heckenland" herausgegeben. Um Höfen wurde der ca. 5 km lange "Höfener Heckenweg" mit 10 Dokumentations-Stationen angelegt.
Zwischen dem Eifelsteig und dem Ort Eicherscheid verläuft die sogenannte „Heckenlandroute“, die auch als Premiumwanderweg, der einen Einblick in die Heckenlandschaft in und um Eicherscheid gibt, beworben wird.